# Matis Louvel
Matis Louvel (ur. 19 lipca 1999 w Mont-Saint-Aignan) – francuski kolarz szosowy.

## Osiągnięcia
Opracowano na podstawie:

2017
- 3. miejsce w Tour du Valromey
  - 1. miejsce na 4. etapie

2019
- 1. miejsce na 4. etapie Ronde de l’Isard
- 1. miejsce na 1. etapie Orlen Wyścigu Narodów (jazda drużynowa na czas)
- 3. miejsce w mistrzostwach Francji U23 (start wspólny)

2020
- 3. miejsce w mistrzostwach Francji U23 (start wspólny)

2021
- 1. miejsce w Vuelta a Castilla y León

2022
- 3. miejsce w Vuelta a Murcia
- 3. miejsce w Classic Loire Atlantique
- 1. miejsce w Druivenkoers Overijse
- 3. miejsce w Tour du Doubs

## Rankingi
| Rok             | 2019  | 2020 | 2021 | 2022 | 2023 |
| --------------- | ----- | ---- | ---- | ---- | ---- |
| World Ranking   | 1454. | 614. | 223. | 74.  | 264. |
| UCI Europe Tour | 977.  | 500. | 191. | 62.  | -    |
|                 |       |      |      |      |      |
| Źródło: UCI     |       |      |      |      |      |